# 해남제일중학교
해남제일중학교(海南第一中學校)는 대한민국 전라남도 해남군 해남읍 구교리에 있는 공립 중학교이다.

## 학교 연혁
- 1966년 3월 12일 : 해남여자중학교 설립인가, 개교
- 1966년 5월 23일 : 초대 오세옥 교장 부임
- 2006년 3월 1일 :  '해남제일중학교'  로 교명 변경
- 2024년 1월 4일 : 제56회 190명 졸업 (졸업생 총 16,082명)
- 2024년 3월 1일 : 제21대 윤영구 교장 부임

## 참고 자료
- 해남제일중학교 - 한국교육학술정보원 학교알리미